# 립제이
립제이(1988년 7월 30일 ~)는 왁킹을 주 장르로 하는 대한민국의 안무가다. 소속 크루로는 프라우드먼, MOLIP, KOREA WAACKERS가 있다.

## 방송
- 스트릿 우먼 파이터 (2021) - 6위
- 조립식 가족 (2022)
- 아바타싱어 (2022)
- 떼춤 (2022)

## 공연
- 스트릿 우먼 파이터［ON THE STAGE］ (2021~2022)
- 2022 스트릿 우먼 파이터 리유니온 콘서트 [THE NEXT ERA] (2022)
- 지리산 포레스탁 뮤직 페스티벌 (2022)
- 2022 롯데콘서트홀 송년음악회 (2022)